# Плоский щитообразный ёж
Плоский щитообразный ёж (лат. Echinarachnius parma) — самый крупный из плоских морских ежей. Диаметр его панциря достигает 8—10 см. Края диска тонкие; на спине легко различима своеобразная фигура с пятью лучами (или лепестками), образованная рядами амбулакральных каналов.
На брюшной стороне заметны ветвящиеся бороздки, сходящиеся в центре панциря, у ротового отверстия. Игольный покров на вид бархатистый; для защиты не служит. Педицеллярии — одни из самых маленьких у морских ежей. Окраска панциря от коричневой до лиловатой, иголки зеленоватые.
Echinarachnius parma широко распространён в водах северного полушария. В Тихом океане встречается от Берингова моря до Японии и от Аляски до Британской Колумбии, в Атлантическом обычен вдоль восточного побережья Северной Америки до Нью-Джерси.
Повсеместно обитает от прибрежной зоны до глубины 150 м, хотя чаще всего встречается на глубине 6—12 м. Предпочитает песчаные грунты, в которые с помощью иголок полностью закапывается примерно за 10 минут. В местах совместного обитания с другими плоскими ежами Echinarachnius parma зарывается наиболее глубоко, до 150 мм. Численность плоских ежей в прибрежных водах дальневосточных морей настолько велика, что в некоторых районах они буквально устилают песчаное дно сплошной «мостовой».
Питается детритом, содержащимся в придонных слоях воды. Оседающий на поверхность ежа детрит при помощи токов, создаваемых ресничками на иглах, передается со спинной стороны на брюшную и далее по бороздкам — к ротовому отверстию. Также могут использовать в пищу одноклеточные водоросли, мелких веслоногих рачков и корненожек.
Образуют нерестовые скопления. Нерестятся с конца июля — начала августа до первой половины сентября. Обладая высокой численностью, плоские ежи (главным образом, 1—3 см диаметром) служат важным объектом питания многих видов камбал и камчатского краба.
Яйца Echinarachnius parma использовались при изучении процесса митоза.